# سیابنگا سانگوینی
سیابنگا سانگوینی (انگلیسی: Siyabonga Sangweni؛ زادهٔ ۲۹ سپتامبر ۱۹۸۱) یک بازیکن فوتبال اهل آفریقای جنوبی است.
وی همچنین در تیم ملی فوتبال آفریقای جنوبی بازی کرده‌است.